# L'Ombre chinoise (téléfilm)
Pour les articles homonymes, voir L'Ombre chinoise (homonymie).
Pour plus de détails, voir Fiche technique et Distribution.
L'Ombre chinoise est un téléfilm français réalisé par René Lucot pour la série Les Enquêtes du commissaire Maigret, d'après le roman homonyme de Georges Simenon. Il a été adapté par Jacques Rémy et Claude Barma. La première diffusion date du 24 mai 1969 ; l'épisode, d'une durée de 80 minutes, est en noir et blanc.

## Synopsis
Le patron d'un laboratoire pharmaceutique, Raymond Couchet, est assassiné d'une balle en pleine poitrine dans les bureaux de la Place des Vosges qu'il occupe, place des Vosges à Paris. Le commissaire maigret chargé de l'enquète ne manque pas de suspects dont le fils de la victime, un jeune désœuvré toxicomane, sa première épouse et le second mari de cette dernière ainsi que sa maîtresse et sa seconde épouse.

## Fiche technique
- Titre : L'ombre chinoise
- Réalisation : René Lucot
- Adaptation : Claude Barma et Jacques Rémy
- Dialogues : Jacques Rémy
- Musique : Raymond Bernard
- Directeur de la photographie : Jean Clair
- Décors : Jacques Chalvet
- Assistant décorateur : François Robin
- Costumes : Jacqueline Guilbert
- Ensemblier : Janine Barthe
- Assistant ensemblier : Roger Coirault
- Ingénieur de la vision : Pierre Pourcheron
- Assistant à la vision : G. Bonnet
- Cadreurs vidéo : Jean-Marie Bergis, Pierre Disbeaux, Jean-Claude Doche, Marcel Moulinard
- Prise de son : Jean Lazare
- Montage des vidéos : Micheline Freslon
- Cadreur film : Bernard Zanni
- Prise de son film : Mario Vinck
- Montage du film : M. Rose
- Mixage : Daniel Léonard
- Illustration sonore : René Taquet
- Chef de production : Jean Remaud
- Assistants réalisateur : Édouard Kneusé et Claude Souef
- Script-gril : Jacqueline Nazet

## Distribution
- Jean Richard : Commissaire Maigret
- François Cadet : inspecteur Lucas
- Tsilla Chelton : Madame Martin
- René Berthier : Monsieur Martin
- Cyrille Gits : Nine Moinard
- Madeleine Callergis : Céline
- André Chanal : Monsieur Couchet
- Annick Alane : la concierge
- Fanny Robiane : Mathilde
- René Alié : Monsieur de Saint Marc
- Robert Marcy : Monsieur Philippe
- Robert Rondo : Bordier
- Josetta Harmina : Madame Couchet
- Fernand Fabre : le Colonel Dormoy
- Éric Gits : Henri Dormoy
- Jacques Decourtieux : Raymond Couchet
- Jean-Marie Arnoux : le barman
- Béatrice Bruno : un enfant de la concierge
- Frédéric Simon : un enfant de la concierge
- Édith Ker : la folle
- Jacqueline Fontaine : la domestique de Madame Couchet (non créditée)